# 110625 Feryalozel
110625 Feryalozel este o planetă minoră (asteroid), cu un diametru de 3,507 km, din centura de asteroizi. A fost descoperită pe 13 octombrie 2001 la Observatorul Național Kitt Peak de Spacewatch. 
Obiectul prezintă o orbită caracterizată de o semiaxă mare de 2,7699680087448 UAi, o excentricitate de 0,020659550841562, o înclinație de 0,49249705315965 ° în raport cu ecliptica.